# Guardo
Guardo település Spanyolországban, Palencia tartományban. Guardo Velilla del Río Carrión, Santibáñez de la Peña, Mantinos, Villalba de Guardo, Cea, Almanza és Valderrueda községekkel határos. Lakosainak száma 5548 fő (2024).

## Népesség
A település népessége az elmúlt években az alábbi módon változott:
| Lakosok száma | 8548 | 8041 | 7673 | 7400 | 7027 | 6724 | 6279 | 5995 | 5695 | 5548 |
|               | 2001 | 2004 | 2007 | 2009 | 2012 | 2014 | 2017 | 2019 | 2022 | 2024 |